# サン＝ラグ方式
サン＝ラグ方式（サン＝ラグほうしき、Sainte-Laguë method、サン＝ラゲ方式、サント＝ラーゲ方式とも表記される）は、政党名簿投票制度で代議員を均等に配分する方法の一つである。ウェブスター方式と同等である。フランスの数学者アンドレ・サン＝ラグに因んで名付けられた。サン＝ラグ方式はドント方式に比べて、泡沫政党に有利な制度である。
サン＝ラグ方式は、ニュージーランド、ノルウェー、スウェーデン、デンマーク、ボスニア・ヘルツェゴビナ、ラトビア、コソボ、ハンブルク、ブレーメン州で使用されている。1993年にはボリビアで、2001年にはポーランドでも使用されていた。
ドント方式との比較は最高平均方式の項目を参照。

## 配分法
サン＝ラグ方式は、ドント方式と同様に除数方式である。
ドント方式の除数が整数（1から順に1ずつ増える）であるのに対して、サン＝ラグ方式は奇数（1から順に2ずつ増える）である（0.5から順に1ずつ増えると言っても数学上同じ）。
すべての票が集計されたあと、連続した商がそれぞれの名簿につき計算される。その商に対する式は{\displaystyle {\frac {V}{2s+1}}}で、
- V はその名簿の得票数の合計であり、
- s はその政党にこれまで配分された議席数であり、最初はどの党も0である。

（ドント法は、式に{\displaystyle {\frac {V}{s+1}}}を使用している。）
最高の商を持つ名簿が次に配分される議席を獲得し、その商は次の議席の合計を与えるのに再計算される。この過程はすべての議席が割り当てられるまで繰り返される。

## 例
|          | 政党A   | 政党B   | 政党C   | 政党D  | 政党E  |
| 得票数   | 340,000 | 280,000 | 160,000 | 60,000 | 15,000 |
| 議席1    | 340,000 | 280,000 | 160,000 | 60,000 | 15,000 |
| 議席2    | 113,333 | 280,000 | 160,000 | 60,000 | 15,000 |
| 議席3    | 113,333 | 93,333  | 160,000 | 60,000 | 15,000 |
| 議席4    | 113,333 | 93,333  | 53,333  | 60,000 | 15,000 |
| 議席5    | 68,000  | 93,333  | 53,333  | 60,000 | 15,000 |
| 議席6    | 68,000  | 56,000  | 53,333  | 60,000 | 15,000 |
| 議席7    | 48,571  | 56,000  | 53,333  | 60,000 | 15,000 |
|          |         |         |         |        |        |
| 合計議席 | 3       | 2       | 1       | 1      | 0      |

## サン＝ラグとウェブスター
サンラグ方式は、同じ結果をもたらす点に於いてウェブスター方式（提案者でアメリカ合衆国上院議員でもあったダニエル・ウェブスターに因んで命名された）と同等であるが、議席配分の意図が全く異なっている。 後者は、比例代表の配分ではなく地域代表の配分のために考案されており、基数を最大剰余方式のときのように用いるが、その基数（除数と呼ばれる）は、結果として生じる商が丸められた（四捨五入した）あと、求められる合計議席になるよう必要に応じて調整される。

## 修正サン＝ラグ方式
ノルウェーやスウェーデンなどいくつかの国では、最初の除数を1の代わりに1.4に置き換えている。ノーマルなサン＝ラグ方式が最初の1議席分だけ泡沫政党に著しく有利なのを補正する効果がある。修正された方式では、このような小政党は議席を獲得できず、その分の議席は他の政党に与えられる。但し最も小さな政党でも十分な得票数を獲得していたり、どんな小政党でも議席を獲得できるといった制限があったりすれば、この修正は効力を持たない。